# Țeavă

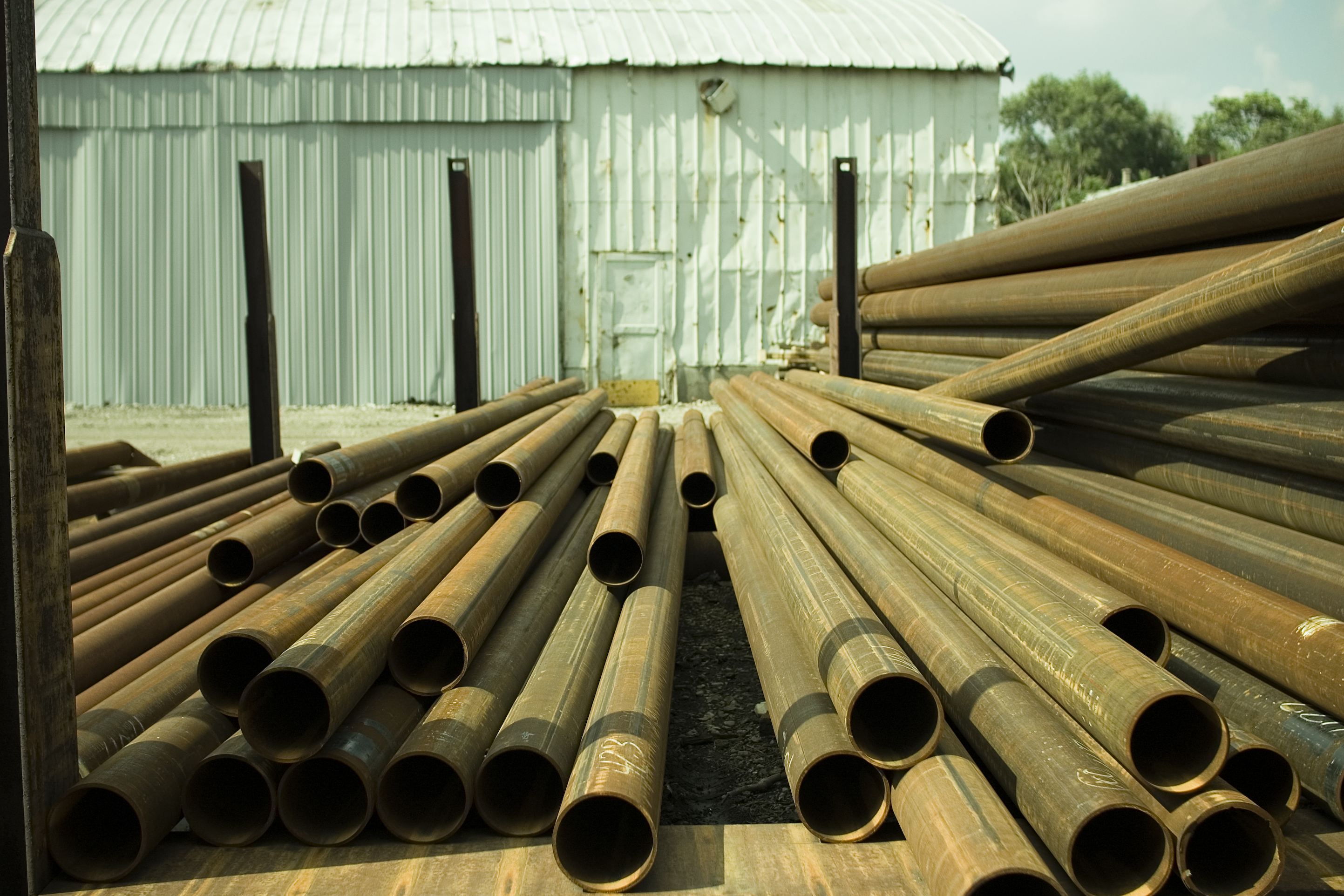
Ţevi metalice.

O țeavă este un tub ori un cilindru realizat din materiale rezistente (impermeabile) la transmiterea fluidelor. Dintr-un anumit punct de vedere cuvintele țeavă și tub sunt sinonime aproape perfecte, fiind frecvent interschimbabile. Oricum, țevile sunt caracterizate de specificarea diametrului interior, în timp ce tuburile sunt caracterizate prin indicarea diametrelor interioare și exterioare, respectiv, de multe ori, prin indicarea grosimii pereților tubului.
Denumirea de țeavă se folosește în general pentru conducte cilindrice de dimensiuni (diametre) mari, în timp ce noțiunea de tub este folosită pentru dimensiuni (diametre) reduse, proporționale cu dimensiunile corpului omenesc. Ca atare, precizia de realizare a tuburilor este destul de mare, în timp ce în cazul țevilor pot exista toleranțe, uneori mari. În sfârșit, tuburile pot avea forme non-cilindrice, fiind de forme diferite în secțiune transversală și putând fi realizate pentru o anumită utilizare, extrem de precisă, pe când majoritatea țevilor sunt în secțiune cilindrice, eventual, foarte rar, elipsoidale.
Atât țevile cât și tuburile implică un ridicat nivel de rigiditate și permanență (durată de viață) comparativ cu furtunurile, care sunt, prin contrast, flexibile, manevrabile și mult mai puțin durabile. Țevile, ca orice produs industrial, sunt supuse standardizării, din toate punctele de vedere (diametre interioare și exterioare, grosime, material, etc.).